# Studio Tanuki
Le Studio Tanuki est un groupe d'artistes et de développeurs créé en juillet 2000, profitant avant tout de la technologie  Macromedia Flash. Il est créé par Meko (Nicolaï Chauvet), Utku (Utku Kaplan), Nicolas Flory, Karim Benattig.

## Productions
Les productions du Studio Tanuki (par ordre chronologique)

### Strip Poker Club
La toute première production flash du Studio Tanuki. C'est un simple strip-poker avec une option pour sauvegarder sa partie.

### Pinpin Lelapin
Créé dans le premier semestre 2002, et remporte le Prix des Internautes au Festival international du film d'animation d'Annecy en 2003.
Pinpin est ensuite vendu en 2005 à France Animation / Moonscoop, et prévu sur France 2 sous le nom de Bunny Maloney.

### DatingSim
DatingSim est un jeu en flash de simulation de drague à la japonaise qui a très rapidement connu un grand succès aussi bien au niveau des internautes que des médias. Le jeu est cité dans plusieurs journaux.

### MangaPOP
MangaPOP est un portail communautaire d'artiste réunissant aussi bien des artistes français inspirés du style manga que japonais. Le projet est lancé à la fin de 2004, et mettra plus d'un an à sortir de l'inconnu, malgré la participation de MangaPOP à la fin de mars 2005 au Tokyo International Anime Fair.
Aujourd'hui de nombreux artistes sont représentés sur MangaPOP et le site connait un essor croissant. Lors de la Japan Expo 2006, un très grand stand MangaPOP était présent, et proposait de nombreuses activités.

### Kanami-chan
Kanami-chan est un jeu permettant de réviser les alphabets japonais hiragana et katakana afin de se perfectionner.

## Historique
- Juillet 2000 : Création du Studio Tanuki à Lyon autour de plusieurs passions : les manga, le Japon et le dessin.
- Décembre 2001 : Le Studio Tanuki arrive en ligne.
- 2004 : Séparation Studio Tanuki / Tanukis (ex Tanuki Design), d'un côté le Studio Tanuki souhaitant continuer à réaliser du flash comme une passion, et d'un autre côté Tanukis, préférant une approche plus professionnelle.
- Le 10 mai 2012 est créé la société Tanukis (RCS 751389388) à Lyon. Cette société sera radiée le 19 octobre 2016[1].
- Le 13 décembre 2018 est créé la société Tanuki Post Productions (RCS 823742747)[2],[3].